# Ashfield-Colborne-Wawanosh
Ashfield-Colborne-Wawanosh es un municipio canadiense situado en la provincia de Ontario.

## Superficie
Ashfield-Colborne-Wawanosh tiene una superficie de 586,88 km².

## Demografía
En 2021, tenía 5884 habitantes, una densidad poblacional de 10 hab./km², y 3149 viviendas.